# Маашей (озеро)
Маашей (Машей или Маашейское) — ныне не существующее озеро, находившееся в районе Северо-Чуйского хребта в Алтайских горах на высоте 1984 м. Располагалось в Кош-Агачском районе Республики Алтай на реке Маашей (Мажой, Машей), имело длину 1,5 км, ширину до 400 м. Образовалось около 100 лет назад в результате оползня, перегородившего русло реки. Рядом с котловиной расположены мощные ледники Маашей (Машей), Куркурек и Курумбу. Обойдя долину озера по западному берегу и следуя дальше по руслу реки Маашей, можно дойти до ледника Большой Маашей, из-под которого течёт река.
15 июля 2012 года в результате ливневых дождей произошёл размыв естественной плотины, и воды озера полностью ушли.
В данный момент по территории, где находилось озеро, течёт река, сильно загрязнённая осадочными породами.